# Steelville
La ville de Steelville est le siège du comté de Crawford, situé dans l'État du Missouri, aux États-Unis. Lors du recensement de 2010, sa population s’élevait à 1 642 habitants.